# Биволари
 Тази статия е за селото в окръг Яш, Румъния.  За концлагера вижте Биволаре (концлагер).  За циганската група вижте Биволари (етническа група).
Биволари (на румънски: Bivolari) е село в Североизточна Румъния, административен център на община Биволари в окръг Яш. Населението му е около 2217 души (2011).
Разположено е на 59 метра надморска височина в Молдовските възвишения, на десния (западен) бряг на река Прут, на 35 километра северно-североизточно от гр. Яш, на границата със съвременната Република Молдова.

## История
С това село е свързана трагична страница в историята на добруджанските българи. Край него е бил разположен румънски концлагер по времето на Първата световна война. Жертви стават голяма част от българите (от 25 000 до 40 000), отвлечени от селищата им и подложени на нечовешка експлоатация, тормоз и глад в лагерите. Оцеляват около 1/4 от задържаните; освободени са в края на войната.